# Fluclorolone acetonide
Fluclorolone acetonide (INN, hoặc flucloronide, USAN, tên thương mại Cutanit, Topicon) là một corticosteroid để sử dụng tại chỗ trên da.

Fluclorolone tự do, không có acetonide (C_{21}H_{25}Cl_{2}FO_{5},CID 60900)